# Kanton Mer
Kanton Mer (francouzsky Canton de Mer) je francouzský kanton v departementu Loir-et-Cher v regionu Centre-Val de Loire. Tvoří ho 11 obcí.

## Obce kantonu
- Avaray
- La Chapelle-Saint-Martin-en-Plaine
- Courbouzon
- Cour-sur-Loire
- Lestiou
- Maves
- Menars
- Mer
- Mulsans
- Suèvres
- Villexanton